# Down Rodeo
"Down Rodeo" is een single van de Amerikaanse band Rage Against the Machine. Het is de derde single van het album Evil Empire en is in 1996 uitgebracht. Down Rodeo refereert aan Rodeo Drive, een welgestelde gemeenschap in Los Angeles. De la Rocha roept in het nummer de armen op tegen de rijken te strijden, in plaats van andere armen te duperen. De zin We Hungry But Them Belly Full is een referentie naar het nummer van Bob Marley and the Wailers. Ook Fred Hampton wordt genoemd, de voormalig leider van de Black Panther Party. Hij werd vermoord na een inval van de FBI in het hoofdkantoor van de groepering in Chicago.

## Tracks
1. "Down Rodeo"